# Siri Dahl
Siri Dahl (Minneapolis, 20 giugno 1988) è un'attrice pornografica statunitense.

## Biografia
Siri Dahl è nata nel giugno 1988 a Minneapolis, nel Minnesota, da una famiglia di origine scandinava (danese, svedese e norvegese). Il suo nome d'arte è la forma abbreviata di Sigrid e sottolinea di esserselo dato per farsi un nome nell'industria pornografica in quanto significa «bella vittoria» in nordico antico. Siri Dahl ha iniziato a lavorare come cassiera, anche se poi ha studiato comunicazione e spagnolo all'università. È entrata nella pornografia nel febbraio 2012, all'età di 24 anni, girando la sua prima scena come attrice pornografica per Reality Kings.
Siri Dahl ha deciso di ritirarsi dall'industria pornografica nel 2017, facendo sporadiche apparizioni e tornando nel settore alla fine del 2020.

## Filmografia
- Big Tits on The Beach (2012)
- Big Titty Lesbians 1 (2012)
- Fuck My Tits 7 (2012)
- Titty Creampies 3 (2012)
- Big Tit Fantasies 1 (2013)
- Please Fuck My Tits 2 (2013)
- Huge Natural Tits (2014)
- Rack City Titty (2014)
- Shower My Tits (2014)
- Sports Spa (2015)
- Tits Gone Wild (2015)
- Just Between You and Me (2016)
- Stacked and Sticky Hardcut (2016)
- Big Tits Are Sexy (2017)
- Big Tits Only (2017)
- MILF Appeal 4 (2018)
- Triple Play (2018)
- Pork Vendors 2 (2019)
- Siri and Alex Chance Get You Off (2019)
- 25 Sexiest Boobs Ever 2 (2020)
- Top Down (2020)
- Third Wheel (2021)
- ToughLoveX Behind The Scenes (2021)
- Day With A Pornstar 10 (2022)
- Kiss Me Fuck Me (2022)
- Accidental Double Date (2023)
- When Girls Are Alone 2 (2023)
- Big F'n Titties 13 (2024)
- Welcome Sight (2024)
- Back Home to You (2025)
- Stepmommy's School Secret (2025)

## Riconoscimenti
Transgender Erotica Awards
2025 - Best Non - TS Performer Female